# FC Zestafoni
Football Club Zestaponi este un club de fotbal din Zestaponi, Georgia. Echipa susține meciurile de acasă pe Stadionul Municipal cu o capacitate de 10.000 de locuri.

## Premii
- Cupa Georgiei: 1

2007/08

## Foști jucători
- Esquerdinha
- Etienne Bito'o
- Paul Kessany
- Beka Gotsiridze
- Oleg Bejenar
- Serhei Nudnii